# Niklasdorf
Niklasdorf là một đô thị thuộc huyện Leoben bang Steiermark, nước Áo. Đô thị Niklasdorf có diện tích 15,17 km², dân số thời điểm cuối năm 2008 là 2583 người.